# Narzisstischer Elternteil
Ein narzisstischer Elternteil ist ein Elternteil, der Merkmale eines Narzissmus oder einer narzisstischen Persönlichkeitsstörung aufweist. Typischerweise schaffen narzisstische Eltern eine besitzergreifende Nähe zum Kind und sind besonders neidisch auf oder fühlen sich bedroht von der sich entwickelnden Unabhängigkeit des Kindes. Diese Beziehung, in der das Kind vorrangig die elterlichen Wünsche und Bedürfnisse erfüllen soll, wird als narzisstische Bindung bezeichnet. Narzisstische Eltern missachten häufig persönliche Grenzen und wenden emotionale Gewalt an, um das Kind so zu manipulieren, dass es den elterlichen Erwartungen entspricht.
Gemäß der Entwicklungspsychologie führt dieser Erziehungsstil zu Defiziten in den Bereichen des logischen Denkens und der emotionalen, ethischen und sozialen Entwicklung. Je nach Schwere der psychischen Beeinträchtigung der Eltern und der Resilienzfaktoren des Kindes kann es beim Heranwachsen ebenfalls eine narzisstische Persönlichkeit oder Co-Abhängigkeit entwickeln.

## Charakteristika narzisstischer Eltern
Der Begriff Narzissmus weist auf Verhaltensweisen wie Selbsterhöhung, Perfektionismus, interpersonelle Konflikte, auf die Angst vor Fehlern und Unzulänglichkeiten, die Angst vor einem Verlust der Zuwendung durch andere, auf spezifische Abwehrmechanismen, sowie auf ein verletzliches Selbstbewusstsein hin. Narzisstische Menschen besitzen einen niedrigen Selbstwert. Sie fürchten, dass andere Menschen sie beschuldigen oder abwerten könnten, wenn ihre eigene Unzulänglichkeit offenbart wird, und sehen sich daher gezwungen, zu kontrollieren, wie andere über sie denken. Sie sind egozentrisch, überschätzen sich, einige bis zur Hybris, und sind vorrangig damit beschäftigt, ihr eigenes Selbstbild zu schützen. Sie sind meist unflexibel und es fehlt ihnen die notwendige Empathie für die Erziehung von Kindern.
Die Folgen von Narzissmus zeigen sich häufig inter-generationell, indem narzisstische Eltern entweder ebenso narzisstische oder co-abhängige Kinder erzeugen. Während selbstbewusste Eltern die Unabhängigkeitsentwicklung ihrer Kinder fördern, benutzen narzisstische Eltern ihre Kinder, um ihr eigenes Ansehen zu fördern. Ein Vater etwa, der sich mit seinem Sohn um die eigene Selbst-Erhöhung kümmert, und darum besorgt ist, von ihm gespiegelt und bewundert zu werden, nimmt es in Kauf, dass sich dieser wie eine Marionette der väterlichen emotionalen und intellektuellen Ansprüche fühlt.
Um ihren Selbstwert und ihr verletzliches wahres Selbst zu schützen, kontrollieren narzisstische Eltern das Verhalten anderer, insbesondere das ihrer eigenen Kinder, die als Erweiterung ihres eigenen Selbst wahrgenommen werden. Daher fordern sie von ihren Kindern, das Bild der Familie zu wahren, Mutter oder Vater stolz zu machen und tadeln sie für ihre Schwächen, negativen Gefühle oder wenn sie nicht so handeln wie erwartet. Kinder von Narzissten lernen, ihre Rolle zu spielen und ihre Fähigkeiten in der Öffentlichkeit zu zeigen, haben aber typischerweise nicht viele Erinnerungen daran, von den Eltern ihrer selbst wegen geliebt oder geschätzt zu werden; vielmehr assoziieren sie Liebe und Wertschätzung mit dem Sich-Fügen in die elterlichen Erwartungen.
Destruktive narzisstische Eltern haben die Angewohnheit, immer im Zentrum der Aufmerksamkeit stehen zu wollen, zu übertreiben, Komplimente zu erwarten und die kindlichen Bedürfnisse, Wünsche, Gefühle und Ansichten herabzusetzen. Sie nutzen Strafen wie Vorwürfe, Kritik, emotionale Erpressung oder das Hervorrufen von Schuldgefühlen, um ihre Kinder dazu zu bringen, ihren Wünschen und ihrem Drang nach narzisstischer Bestätigung wieder zu entsprechen.

## Kinder narzisstischer Eltern
Kinder narzisstischer Eltern sind einem hohen chronischen Stress ausgesetzt, den sie je nach Temperament und den zur Verfügung stehenden Mitteln unterschiedlich bewältigen.
Einige Kinder widersprechen und widerstreben den anderen Familienmitgliedern. Sie beobachten, wie das narzisstische Elternteil durch Manipulation und Beschuldigungen bekommt, was es möchte. Sie entwickeln ein falsches Selbst und benutzen Aggression und Einschüchterung, um sich gegenüber anderen durchzusetzen. Viele der typischen Konflikte haben ihren Ursprung in einem Mangel an angemessenen, verantwortungsbewussten Erziehungshandlungen, was in dem Kind ein Gefühl der Leere, Unsicherheit bei liebevollen Beziehungen, Ängste, Misstrauen und Identitätskonflikte hervorruft sowie die Unfähigkeit, eine vom Elternteil unabhängige Identität auszuprägen.
Sensible Kinder dagegen lernen, den Erwartungen ihrer Eltern und anderer zu entsprechen und versuchen, deren Liebe durch Anpassung zu erlangen, wobei sie ihre eigentlichen Gefühle ignorieren, leugnen oder verdrängen. Schuld- und Schamgefühle verhindern eine Weiterentwicklung und können zu Entwicklungsstörungen führen. Aggressive Impulse und Wut werden unterdrückt und in der weiteren Entwicklung ausgeschlossen. Entstehender Selbsthass führt zur Leugnung des wahren Selbst. Diese Kinder entwickeln ebenso ein falsches Selbst und können in ihren Beziehungen co-abhängig werden.
Kinder narzisstischer Eltern werden in ihrem späteren Leben häufiger entweder Opfer oder Täter, haben ein schlechtes oder überhöhtes Körperbild, die Tendenz zu einem übermäßigen Drogen- oder Alkoholkonsum sowie zu Körpermodifikationen und suchen in erhöhtem Maße nach Aufmerksamkeit.

## Kulturelle Bezüge
- Im Roman Söhne und Liebhaber von D. H. Lawrence geht es um eine narzisstische Mutter.[15]
- In Franz Kafkas Die Verwandlung hat die Hauptperson Gregor Samsa einen narzisstischen Vater.[15]
- Die Schwierigkeiten der US-amerikanischen Schriftstellerin Sylvia Plath wurden mit ihren Versuchen in Verbindung gebracht, ihrem narzisstischen Vater zu gefallen.[16]
- Der Roman Loverboy der US-amerikanischen Autorin Victoria Redel erzählt aus der Perspektive einer Mutter, die extreme Charakteristiken eines narzisstischen Erziehungsstils aufweist.[17]